# Calum Scott
Calum Scott, född 12 oktober 1988 i Kingston upon Hull, East Riding of Yorkshire, är en engelsk sångare och låtskrivare. Efter att ha vunnit en lokal talangtävling i sin hemstad 2013 deltog han 2015 i TV-programmet Britain's Got Talent där han framförde en cover av Robyns låt "Dancing on My Own" som han senare släppte som singel. Hans version hamnade på en andraplats på UK Singles Chart och blev även den bästsäljande låten i Storbritannien under sommaren. År 2017 släppte han låten "You Are the Reason" som senare även fick en duettversion tillsammans med Leona Lewis (2018).